# An Stuc
An Stuc är ett berg i Storbritannien.   Det ligger i kommunen Perth and Kinross och riksdelen Skottland, i den norra delen av landet, 600 km nordväst om huvudstaden London. Toppen på An Stuc är 1 118 meter över havet, eller 187 meter över den omgivande terrängen. Bredden vid basen är 2,3 km.
Terrängen runt An Stuc är huvudsakligen kuperad.Runt An Stuc är det mycket glesbefolkat, med 4 invånare per kvadratkilometer. Närmaste större samhälle är Killin, 12,1 km sydväst om An Stuc. Trakten runt An Stuc består i huvudsak av gräsmarker.